# Świętno (Grande-Pologne)
Pour les articles homonymes, voir Świętno.
Świętno (prononciation : [ˈɕfjɛntnɔ]) est un village polonais de la gmina de Wolsztyn dans le powiat de Wolsztyn de la voïvodie de Grande-Pologne dans le centre-ouest de la Pologne.
Il se situe à environ 12 kilomètres au sud de Wolsztyn (siège de la gmina et du powiat) et à 73 kilomètres au sud-ouest de Poznań (capitale régionale).

## Histoire
De 1818 à 1938, Schwenten fait partie de l'arrondissement de Bomst dans le district de Posen au sein de la province de Posnanie.
De 1975 à 1998, le village faisait partie du territoire de la voïvodie de Zielona Góra.

Depuis 1999, Świętno est situé dans la voïvodie de Grande-Pologne.
Le village possède une population de 1 094 habitants en 2014.